# KCNRG
KCNRG‏ (Potassium channel regulator) هوَ بروتين يُشَفر بواسطة جين KCNRG في الإنسان.